# احتياطي الأمن الغذائي من القمح
احتياطي الأمن الغذائي من القمح هي استراتيجية تخزين أكثر من 4 ملايين طن من حبوب القمح لاستخدامها في حالات الطوارئ والمجاعات في الدول النامية وكذلك في الاستغاثات العاجلة أو الاستثنائية خلال فترة نقص الغذاء أو ارتفاع الأسعار وذلك بموجب اتفاقية P.L. 480. وقد امتدت هذه الاستراتيجية لتشمل كل السلع الأخري غير القمح وذلك بموجب قانون الزراعة لعام 1996. وتم تغيير اسم هذه الاستراتيجية فيما بعد لتصبح «صندوق بيل ايميرسون للاحتياجات الإنسانية».